# لوپوس اریتماتوس پوستی حاد
لوپوس اریتماتوس پوستی حاد، به انگلیسی: Acute cutaneous lupus erythematosus نوعی بیماری پوستی است که به صورت بثورات دو طرفه (که به «بثورات پروانه‌ای» هم شناخته می‌شود) روی گونه دیده می‌شود، این ضایعات که حالت گذرا دارند، در پی قرار گرفتن در معرض آفتاب به وجود می‌آیند نوع حاد این بیماری از لوپوس اریتماتوس پوستی نوع مزمن و نوع تحت حاد آن که ممکن است انواع مختلفی از ضایعات پوستی را داشته باشند، متمایز است. لوپوس اریتماتوس جلدی، هم با ضایعات خاص لوپوس اریتماتوس همراه است و هم با تظاهرات پوستی که مختص لوپوس اریتماتوس نیستند، مانند زخم‌های دهانی و کهیر. به دلیل معیارهای تشخیصی لوپوس اریتماتوس سیستمیک، ممکن است بیماری که فقط تظاهرات پوستی دارد، به عنوان بیمار مبتلا به نوع سیستمیک این بیماری تشخیص داده شود.

## انواع
لوپوس اریتماتوس پوستی حاد می‌تواند به صورت موضعی یا جنرالیزه بروز کند.

### نوع موضعی
شکل موضعی این بیماری بیشتر با بثورات گونه همراه است و معمولاً در دههٔ بیست‌سالگی بروز می‌کند. نوع موضعی آن فقط در بالای گردن بیمار رخ می‌دهد و با بثورات در سایر قسمت‌های بدن همراه نیست.

### نوع جنرالیزه
لوپوس اریتماتوس پوستی حاد جنرالیزه، شامل پوست زیر گردن بیمار است و به عنوان راش ماکروپاپولار یا درماتیت لوپوس حساس به نور توصیف می‌شود. علائم آن، شامل ضایعات اریتماتیک مشابهی است که در شکل موضعی آن هم دیده می‌شود، اما یک راش متقارن ایجاد می‌کند و می‌تواند با راش دارویی اشتباه گرفته شود